# Elizabeth Hope
Pour les articles homonymes, voir Hope.
Elizabeth Reid, Lady Hope (née Cotton le 9 décembre 1842 et morte le 8 mars 1922) est une évangéliste britannique.
On croit généralement qu'elle est la Lady Hope qui a raconté en 1915 qu'elle avait visité le naturaliste britannique Charles Darwin peu de temps avant sa mort en 1882 et qui a proclamé que, sur son lit de mort, le naturaliste avait abjuré sa doctrine de l'évolution et accepté Jésus-Christ comme son sauveur.
La famille de Charles Darwin n'a jamais accepté ce récit, insistant sur le fait que Lady Hope « n'était pas à son chevet pendant sa dernière maladie, ni même à aucun moment quand il était malade. » De façon générale, cette « Lady Hope Story » est reconnue, même par un grand nombre de créationnistes, comme fausse ou au moins invérifiable et, s'il y a du vrai, probablement exagérée. Elle n'en reste pas moins une légende urbaine très répandue, même si elle s'oppose complètement aux conceptions sur le christianisme que Darwin avait fait savoir et que l'on connaît.

## Biographie
Elizabeth Cotton naquit en 1842 en Tasmanie (Australie) ; elle était la fille d'un général britannique, Sir Arthur Cotton. À l'âge de 35 ans, en 1877, elle épousa un veuf, l'amiral en retraite Sir James Hope, de 34 ans son aîné, devenant ainsi Lady Hope of Carriden. Sir James mourut juste quatre ans plus tard.
Elle et son père faisaient partie du mouvement de tempérance évangéliste et, au début des années 1880, vivaient à Beckenham (Kent) à environ 6 miles de Downe (où Charles Darwin mourut le 19 avril 1882).
Elle se remaria en 1893 avec T. A. Denny, un homme d'affaires irlandais d'environ 24 ans son aîné, mais continua à utiliser le nom de « Lady Hope » plutôt que celui de « Mrs Denny ». Son mari mourut en 1909. Elle voyagea aux États-Unis en 1913. C'est là, en 1915, 33 ans après la mort de Darwin, à Northfield dans le Massachusetts, que l'histoire a paru pour la première fois.
Elle mourut d'un cancer en 1922 à Sydney, en Australie, et y est enterrée.

## L'histoire de Lady Hope
L'histoire de Lady Hope a paru pour la première fois le 15 août 1915 dans un journal américain le Baptist Watchman Examiner. L'auteur était identifié seulement comme une « femme anglaise consacrée », « Lady Hope », mais des recherches menées par L.G. Pine, un ancien rédacteur en chef de Burke's Peerage, n'a pu trouver aucune autre Lady Hope qu'Elizabeth Hope qui fut adulte au cours des années 1880 et toujours vivante en 1915.
L'article était précédé par un rapport de quatre pages sur une conférence biblique d'été tenue à Northfield, qui avait eu lieu cette année-là du 30 juillet au 15 août 1915.

## Texte original de l'article
C'était par un de ces glorieux après-midi d'automne, dont nous jouissons quelquefois en Angleterre. On m'a priée d'entrer et de m'asseoir auprès du célèbre professeur Charles Darwin. Il était presque cloué au lit pendant les quelques mois qui ont précédé sa mort. En le voyant j'avais toujours l'impression qu'il serait un sujet de peinture remarquable pour notre Royal Academy ; mais je ne l'ai jamais pensé aussi fortement qu'à cette occasion-là.
Assis dans son lit, il portait une confortable robe de chambre brodée, qui jetait une ombre pourpre.
Soutenu par ses oreillers, il regardait au-dehors ; au loin s'étendaient les bois et les champs de blé, majestueux dans la lumière d'un de ces merveilleux crépuscules qui sont la beauté du Kent et du Surrey. Son front noble et ses traits admirables semblaient être illuminés de plaisir quand je suis entrée dans la pièce.
Il agita sa main vers la fenêtre en montrant la scène au-dehors, pendant que dans l'autre main il tenait une bible ouverte, qu'il étudiait toujours.
« Que lisez-vous maintenant ? » ai-je demandé en m'installant à son chevet. «  Les Hébreux! a-t-il répondu, toujours les Hébreux ». Je l'appelle “Le Livre Royal”. N'est-ce pas quelque chose de prodigieux ?"
Alors, plaçant son doigt sur certains passages, il les a commentés.
J'ai fait quelques allusions aux opinions exprimées fortement par beaucoup de personnes sur l'histoire de la Création, sa grandeur et ensuite à la façon dont elles avaient traité les premiers chapitres de la Genèse.
Il a semblé bouleversé, ses doigts tremblaient nerveusement et une expression inquiète est passée sur son visage quand il m'a dit : « J'étais un homme jeune avec des idées non formées. Je me posais des questions, je faisais des hypothèses, en m'interrogeant tout le temps sur tout et, à ma surprise, les idées ont pris comme un feu violent. Les gens en ont fait une religion. »
Alors il a marqué une pause et après quelques autres phrases sur « la sainteté de Dieu » et la « grandeur de ce livre », en regardant la Bible qu'il tenait tendrement tout le temps, il a dit soudain: « J'ai dans mon jardin une maison d'été qui peut accueillir environ trente personnes. C'est là » en montrant à travers la fenêtre ouverte. « Je tiens beaucoup à ce que vous y parliez. Je sais que vous lisez la Bible dans les villages. Demain dans l'après-midi j'aimerais y réunir les domestiques, certains tenanciers et quelques voisins. Leur parlerez-vous ?"
« De quoi parlerai-je ? » ai-je demandé.
« Du Christ Jésus! » a-t-il répondu d'une voix claire et chaleureuse, ajoutant sur un ton plus bas, « et de son salut. N'est-ce pas le meilleur sujet ? Et ensuite je veux que vous chantiez quelques hymnes avec eux. Vous apporterez votre petit instrument, n'est-ce pas ? » Le rayonnement et la vie sur son visage pendant qu'il parlait, voilà quelque chose que je n'oublierai jamais, car il a ajouté : « Si vous commencez la réunion à trois heures, cette fenêtre sera ouverte et vous saurez que je participe en chantant avec vous."
Comment j'ai regretté de ne pas avoir fait une peinture de ce magnifique vieillard et de l'environnement superbe en ce jour mémorable!

## Réfutation par les enfants de Darwin
La famille de Darwin a été unanime à nier cette histoire et l'ont combattue. Francis, son fils, a écrit dans une lettre du 28 mai 1918 :
« Ce que raconte Lady Hope sur les conceptions religieuses de mon père est complètement faux. Je l'ai publiquement accusée de mensonge, mais n'ai jamais vu de réponse. Le point de vue agnostique de mon père, on peut le voir dans ma Vie et Lettres de Charles Darwin, Vol. I., p. 304-317. Vous avez toute liberté pour publier ce que je viens de dire. En fait, je serai heureux si vous le faites. »
Après que l'histoire eut été reprise en 1922, la fille de Darwin, Henrietta Litchfield, a publié dans The Christian le 23 février 1922 un article intitulé : Charles Darwin sur son lit de mort : l'histoire de sa conversion réfutée par Mme R.B. Litchfield :
« J'ai été présente à son lit de mort, Lady Hope n'était pas là pendant sa dernière maladie, ni même à aucun moment quand il était malade. Je pense qu'il ne l'a même jamais vue, et en tout cas qu'elle n'a eu aucune influence sur lui en quoi que ce soit de sa pensée ou de ses convictions. Jamais il n'a abjuré aucune de ses vues scientifiques, à ce moment-là ou auparavant. Nous croyons que l'histoire de sa conversion a été échafaudée aux États-Unis… Toute cette histoire ne repose sur rien du tout. »
En 1958 l'Autobiographie de Charles Darwin a été rééditée, révisée par sa petite-fille Nora Barlow, qui a réintroduit différents passages expurgés par Francis Darwin dans l'édition originale de 1887. Ils comprenaient les conceptions de Darwin sur Dieu, aussi bien que des critiques acerbes contre le christianisme.